# اورسی (فرانسه)
اِورُسی (به فرانسوی: Évrecy) یک کمون در فرانسه است که در canton of Évrecy واقع شده‌است. اورسی ۸٫۳۱ کیلومتر مربع مساحت و ۱٬۵۵۷ نفر جمعیت دارد و ۱۱۰ متر بالاتر از سطح دریا واقع شده‌است.